# Cantón de Amplepuis
El cantón de Amplepuis (en francés canton d'Amplepuis) era una división administrativa francesa que estaba situada en el departamento de Ródano, de la región Ródano-Alpes.

## Historia
Fue creado en 1790, al mismo tiempo que los departamentos.
En aplicación del decreto nº 2014-267 del 27 de febrero de 2014, el cantón de Amplepuis fue suprimido el 1 de abril de 2015 y sus 6 comunas pasaron a formar parte; cinco del cantón de Thizy-les-Bourgs y una del cantón de Tarare.

## Composición
El cantón estaba formado por seis comunas:
- Amplepuis
- Cublize
- Meaux-la-Montagne
- Ronno
- Saint-Just-d'Avray
- Saint-Vincent-de-Reins